# دل‌شکن
«دل‌شکن»، که با نام «یار بیگانه‌نواز» نیز شناخته می‌شود، نام یک تصنیف مشهور ایرانی در دستگاه شور آواز دشتی اثر اکبر محسنی با شعری از بیژن ترقی است که اولین بار توسط غلام‌حسین بنان خوانده شده‌است. این اثر توسط چندین خواننده بازخوانی شده‌است، از جمله اجرا با تنظیم پرویز مشکاتیان و آواز علی رستمیان و اجرای گروه عارف در آلبوم کنج صبوری یا اجرا با همان تنظیم با آواز ایرج بسطامی و سه‌تار بهداد بابایی در آلبوم بداهه‌خوانی و بداهه‌نوازی. همچنین با صدای عبدالحسین مختاباد در آلبوم بهشت من با تنظیم سامان احتشامی و همچنین، پویا سرایی نیز این اثر را خوانده و با سنتور همراهی کرده‌است. روشن نعمتی‌نیا نیز این اثر را به شیوه‌ای متفاوت و با تنظیم آرین بهاری، بازخوانی و اجرا کرده است.

## متن تصنیف
| به که گویم، چه بگویم؟ که چه کرده، غم تو به ما همه سوزم، همه دردم، به خدا، به خدا، به خدا یار بیگانه نوازم شرح عشق جان گدازم قصه‌ای از سوز وسازم باتو می‌گویم امشب تا که چشم جان گشودم شمع پنهان وجودم شعله زد در تار و پودم آه جانسوزم برلب تو ندانی که چه کردی به من و دل من به خدا چه غمت از من بی دل تو کجا من خسته کجا رهگذار بی نصیبی، بی قراری بی شکیبی، تا سحر گه ناله سر کرده نیمه شب‌ها در سیاهی، بی نصیبی بی‌پناهی، از سر کویی گذر کرده‌ ای بهشت موعودم آن سیاهی من بودم بی خبر ای سرور من می‌گذشتی از بر من نه اشک چشمم را بدیدی نه ناله قلبم شنیدی چو بخت من رفتی؛ مه من چو آهوی صحرا رمیدی، ز سوی من دامن کشیدی تو دل شکن رفتی |

## اجرای این اثر
این تصنیف توسط خوانندگان بسیاری اجرا شده. برخی از این اجراها:
- باصدای غلام‌حسین بنان (اولین اجرا)
- باصدای علی رستمیان (تنظیم استاد پرویز مشکاتیان، اجرای گروه عارف، آلبوم کنج صبوری)
- باصدای  ایرج بسطامی (بر اساس همان تنظیم مشکاتیان، با سه تار نوازی بهداد بابایی، آلبوم بداهه خوانی و بداهه نوازی)
- با صدای عبدالحسین مختاباد با تنظیم سامان احتشامی در آلبوم بهشت من در سال 1384
- با صدا و سنتور پویا سرایی، کلیپ تصویری، تولید: مؤسسه نهاله رودکی[۴]
- با صدای روشن نعمتی‌نیا (تنظیم: آرین بهاری، تولید و پخش: موسسه Solo Production)

## مقالات وابسته
- اکبر محسنی
- بیژن ترقی
- غلام‌حسین بنان